# بوم غاسبار
بوم غاسبار (بالإنجليزية: Boom Gaspar)‏ هو موسيقي وعازف بيانو أمريكي، ولد في 3 فبراير 1953 في Waimānalo, Hawaii ‏ في الولايات المتحدة.

## وصلات خارجية
- بوم غاسبار على موقع IMDb (الإنجليزية)
- بوم غاسبار على موقع ميوزك برينز (الإنجليزية)
- بوم غاسبار على موقع أول ميوزيك (الإنجليزية)
- بوم غاسبار على موقع ديسكوغز (الإنجليزية)